# Enallagma coecum
Enallagma coecum là một loài chuồn chuồn kim trong họ Coenagrionidae.
Enallagma coecum is in 1861 voor het eerst wetenschappelijk beschreven door Hagen.